# بيرسي بيكر
بيرسي بيكر (2 مايو 1874 في المملكة المتحدة - 30 ديسمبر 1939) (بالإنجليزية: Percy Baker)‏ هو لاعب كريكت بريطاني (وحمل سابقاً جنسية المملكة المتحدة لبريطانيا العظمى وأيرلندا). لعب مع Kent County Cricket Club ‏.

## وصلات خارجية
- بيرسي بيكر على موقع إي آس بي آن كريك إنفو (الإنجليزية)